# Vol Pan Am 812
Le 22 avril 1974, le vol Pan Am 812, un vol international régulier, assuré par un Boeing 707 de la Pan Am, immatriculé N446PA et nommé Clipper Climax, assurant la liaison entre Hong Kong et Los Angeles, en Californie, avec des escales intermédiaires à Denpasar, Sydney, Nadi et Honolulu, s'est écrasé sur un terrain montagneux accidenté, situé à environ 79 km au nord-ouest de l'aéroport international Ngurah Rai, à Bali, alors qu'il se préparait à une approche de la piste 09. 
On ne compte aucun survivant parmi les 107 personnes à bord de l'appareil, ce qui en fait, à l'époque, la pire catastrophe aérienne survenue sur le territoire indonésien.

## Équipage
Le pilote en fonction était le commandant de bord Donald Zinke (52 ans). Il totalisait 18 247 heures de vol à son actif, dont 7 192 heures sur Boeing 707 et Boeing 720. Il détenait également une qualification pour voler sur Douglas DC-4.
Le copilote était John Schroeder (40 ans). Il était qualifié pour opérer sur Boeing 707 et totalisait 6 312 heures de vol, dont 4 776 heures sur Boeing 707/720. 
Il y avait également un troisième pilote, le second officier Melvin Pratt, âgé de 38 ans, qui détenait une licence de pilote professionnel valide et en cours de qualification pour le vol aux instruments (IFR). Au moment de l'accident, il totalisait 4 255 heures de vol, dont 3 964 heures sur Boeing 707/720. 
Les autres membres de l'équipage présents dans le poste de pilotage étaient l'officier mécanicien navigant Timothy Crowley (48 ans), ainsi qu'un mécanicien navigant de relève, Edward Keating (43 ans).

## Accident
Le vol 812 a quitté l'aéroport international Kai Tak de Hong Kong à 23h08 UTC (19h08, heure de Hong Kong). La durée estimée du vol jusqu'à l'aéroport international Ngurah Rai de Bali est de 4 heures et 23 minutes. 
À 15h23 UTC (00h23, heure de Bali en 1974), le vol 812 a entamé son approche finale vers l'aéroport, l'équipage signalant avoir atteint une altitude de 2 500 pieds (760 m). La tour de contrôle a ensuite donné l'instruction de poursuivre l'approche et de signaler lorsque la piste était en visuel, le vol 812 a ensuite accusé réception du message. À 15h26, le commandant de bord a demandé la visibilité sur la zone de l'aéroport, en demandant : « Tour, quelle est la visibilité sur l'aéroport maintenant? ».
Cependant, selon la transcription du contrôle du trafic aérien, ce message n'a jamais été reçu par la tour de l'aéroport de Bali. Apparemment, c'est le dernier message transmis par le vol 812. Le contrôle aérien de Bali a alors essayer à plusieurs reprises de contacter l'avion en appelant plusieurs fois l'équipage. Cependant, aucune réponse n’a été émise par l’avion. Il s'est ensuite avéré que l'avion avait heurté le versant d'une montagne, située à environ 60 km au nord-ouest de l'aéroport.

## Recherche et sauvetage
La tour de contrôle de l'aéroport de Bali a immédiatement déclaré que le vol 812 avait disparu des radars. Les parachutistes et les autorités indonésiennes ont été immédiatement déployés dans la zone où le dernier contact avait été établi par l'avion. Le dernier contact a été établi par le vol 812 à proximité du Mont Mesehe, un volcan endormi situé près de l'aéroport.
L'épave du 707 a été retrouvée 24 heures plus tard par 2 villageois locaux. Ils ont indiqué qu'il n'y avait aucun survivant.
L'évacuation des corps du lieu de l'accident a été rendue difficile en raison de son emplacement, situé dans une zone montagneuse difficile d'accès. En raison de cet emplacement, les sauveteurs ont dû annuler les opérations d'évacuation par voie aérienne. Plusieurs officiers de l'armée de terre indonésienne ont déclaré que l'opération de sauvetage prendrait quatre à cinq jours. 
Le 25 avril, environ 300 sauveteurs ont été déployés sur le site de l'accident. L'armée indonésienne a déclaré que le processus d'évacuation commencerait le 26 avril. Elle a ajouté plus tard qu'elle avait récupéré environ 43 corps parmi les débris de l'appareil.

## Victimes
Il y avait à bord 96 passagers venant de 9 pays différents. Parmi eux, 70 passagers étaient à destination de Bali, tandis que 24 étaient à destination de Sydney et 2 étaient à destination de Nadi. La compagnie aérienne a également rapporté qu'environ 70 des 96 passagers étaient des touristes en route pour des vacances à Bali.
| Nationalité          | Passagers | Équipage | Total |
| -------------------- | --------- | -------- | ----- |
| États-Unis           | 17        | 9        | 26    |
| Suède                | 0         | 1        | 1     |
| Danemark             | 0         | 1        | 1     |
| Japon                | 29        | 0        | 29    |
| Indonésie            | 18        | 0        | 18    |
| Australie            | 16        | 0        | 16    |
| Allemagne de l'Ouest | 4         | 0        | 4     |
| Canada               | 3         | 0        | 3     |
| Inde                 | 6         | 0        | 6     |
| Philippines          | 2         | 0        | 2     |
| Taïwan               | 1         | 0        | 1     |
| Total                | 96        | 11       | 107   |

## Enquête
L'enquête, menée par le Conseil national de la sécurité des transports (NTSB), révèle que l'équipage a amorcé la procédure d'approche après le basculement d'une des aiguilles du radiocompas, tandis que l'autre aiguille est restée fixe, ce qui à induit l'équipage en erreur, supposant qu'il était au-dessus de la balise non directionnelle (NDB) d'approche alors que l'avion était encore à environ 55 km au nord de celle-ci.
Puis l'exécution prématurée d'un virage à 263 degrés à droite pour rejoindre la trajectoire d'éloignement, qui était basée sur les indications erronés transmises par le radiocompas du commandant de bord, alors que celui du copilote était encore en configuration de vol, a amené le 707 à s'éloigner de la trajectoire d'approche et à finalement percuté le relief .

## Conséquences
Le crash du vol 812 a été un signal d’alarme pour la Pan Am. C'est alors le troisième 707 que la compagnie aérienne perdait lors d'un crash aérien dans le Pacifique en moins d'un an, après le vol Pan Am 806 à Pago Pago, le 30 janvier 1974, et le vol Pan Am 816 à Papeete, le 22 juillet 1973. Après l'accident, la compagnie aérienne s'est occupé du problème et a encouragé une amélioration de la gestion des ressources de l’équipage (CRM). La catastrophe du vol 812 est la dernière à s'être produite à la suite des améliorations de la sécurité de la compagnie aérienne.
À la suite de l'accident du vol 812, la Federal Aviation Administration (FAA) a ordonné une inspection approfondie des opérations aériennes internationales de la compagnie aérienne, y compris la formation de ses pilotes, la qualification des équipages opérant dans la zone Pacifique, les procédures opérationnelles en vigueurs, la supervision et la planification des vols et des équipages, ainsi que d'autres questions de sécurité annexes. La FAA n'a cependant pas critiqué, ni laissé entendre que les opérations aériennes de la Pan Am présentaient un risque. Ils ont estimé la durée de cette enquête à environ 3 mois.
Le 8 mai 1974, la Pan Am a ordonné l'installation d'un nouveau dispositif d'alerte dans le cockpit, conçu pour prévenir des accidents tels que celui du vol 812. L'ensemble de la flotte de 140 avions de la compagnie aérienne a reçu ce système, qui a été conçu et fabriqué par Sundstrand Data Control, Inc (en). L'avertisseur de proximité du sol (GPWS) fournit des indications supplémentaires, par exemple si l'avion se dirige vers un flanc de montagne ou s'il est trop bas par rapport à la trajectoire d'approche. Il s'agit alors d'un complément automatique aux systèmes GPWS plus conventionnels, déjà installés sur la plupart des avions de la Pan Am.
À la suite du crash, la compagnie aérienne a arrêté ses vols entre Hong Kong et Sydney, avec escale à Bali. Un monument a été érigé en hommage aux victimes du vol 812, avec les noms de 107 victimes inscrits dessus.